# Ślimakojad czerwonooki
Ślimakojad czerwonooki (Rostrhamus sociabilis) – gatunek średniego, drapieżnego ptaka z rodziny jastrzębiowatych (Accipitridae). Jedyny przedstawiciel rodzaju Rostrhamus. Wyspowo zasiedla bagna Everglades na Florydzie, Kubę, Meksyk, Amerykę Centralną oraz Amerykę Południową – głównie na wschód od Andów aż po północną Argentynę.

## Podgatunki i zasięg występowania
Wyróżnia się 4 podgatunki. Na Florydzie narażony na wyginięcie, ale poza tym niezagrożony. Wyróżniono kilka podgatunków R. sociabilis:
- R. sociabilis plumbeus – Floryda.
- R. sociabilis levis – Kuba.
- R. sociabilis major – wschodni Meksyk, Gwatemala, Belize i północno-zachodni Honduras.
- R. sociabilis sociabilis – południowa Nikaragua do północnej Argentyny.

## Morfologia
CharakterystykaWystępuje wyraźny dymorfizm płciowy w upierzeniu. Samiec jest niemalże cały szary. Ma czerwone okolice dzioba, żółtą woskówkę i długi, szary, mocno zagięty dziób. Lotki nieco ciemniejsze. Białe pokrywy ogonowe oraz sam ogon. Czarny pasek końcowy, nie do końca czarny; na końcu pozostaje nieco białego. Czerwonawe nogi. Samica cała brunatna, sprawiając wrażenie łuskowanej. Brudnobiały brzuch z grubym, brunatnym kreskowaniem. Białe pokrywy podogonowe, nogi nieco jaśniejsze. Brak czerwonej skóry przy dziobie. U obu płci czerwone oczy. Młode podobne do samic, ale z brązowymi oczami.
Wymiary
- długość ciała: 41–46 cm
- rozpiętość skrzydeł: 114 cm
- masa ciała: 369–379 g

## Ekologia i zachowanie
BiotopWystępuje na nizinnych słodkowodnych bagnach, nad jeziorami i stawami, na mokradłach, polach ryżowych, zalanych polach uprawnych i rowach przydrożnych.
ZachowanieRazem nocuje i żeruje, ogólnie chętnie przebywa w grupkach. W trakcie toków wydaje buczące odgłosy.
PożywienieZazwyczaj słodkowodne ślimaki, głównie z rodzajów Pomacea i Ampullaria, które wyciąga z muszli za pomocą swego silnie zakrzywionego dzioba. Jeżeli ich nie ma, zjada kraby oraz myszy.
Lęgi1–3 lęgów. Termin gniazdowania zmienia się wraz z szerokością geograficzną. Gniazda w luźnych koloniach, gniazdo z patyków umieszczone w trzcinowiskach. Zazwyczaj swoje 2–4 jaj inkubuje przez 26–28 dni. Młode potrafią latać po 40–49 dniach, lecz mogą wcześniej opuścić gniazdo.

## Status
Międzynarodowa Unia Ochrony Przyrody (IUCN) uznaje ślimakojada czerwonookiego za gatunek najmniejszej troski (LC – least concern) nieprzerwanie od 1988 roku. Trend liczebności populacji uznaje się za wzrostowy.